# Lauteraarhütte
Die Lauteraarhütte ist eine Schutzhütte der Sektion Zofingen des Schweizer Alpen-Clubs in den Berner Alpen in der Schweiz und wurde als Ersatzbau für den Pavillon Dollfus erstellt.

## Lage und Betrieb
Die Hütte steht am Unteraargletscher in einer Höhe von 2392 m ü. M., wird von der Sektion Zofingen des Schweizer Alpen-Clubs betrieben und ist von Ende Juni bis Mitte September bewartet.

## Geschichte
Die erste Hütte, das Pavillon Dollfuss, wurde 1844 von Daniel Dollfus-Ausset erbaut, welcher 1865 zwei Winter auf dem Theodulpass verbrachte, um Gletscher zu erforschen. Die Hütte ging an die Gemeinde Oberhasli über, welche sie 1873 dem SAC überliess. Im Sommer 1894 wurde die Hütte renoviert und vergrössert. Auf der Ostseite wurde ein steinerner Anbau erstellt, der als Schlafraum mit zehn Plätzen diente. 
Die neue, heutige Hütte wurde am Bettag 1931 von rund 280 Bergfreunden eingeweiht.

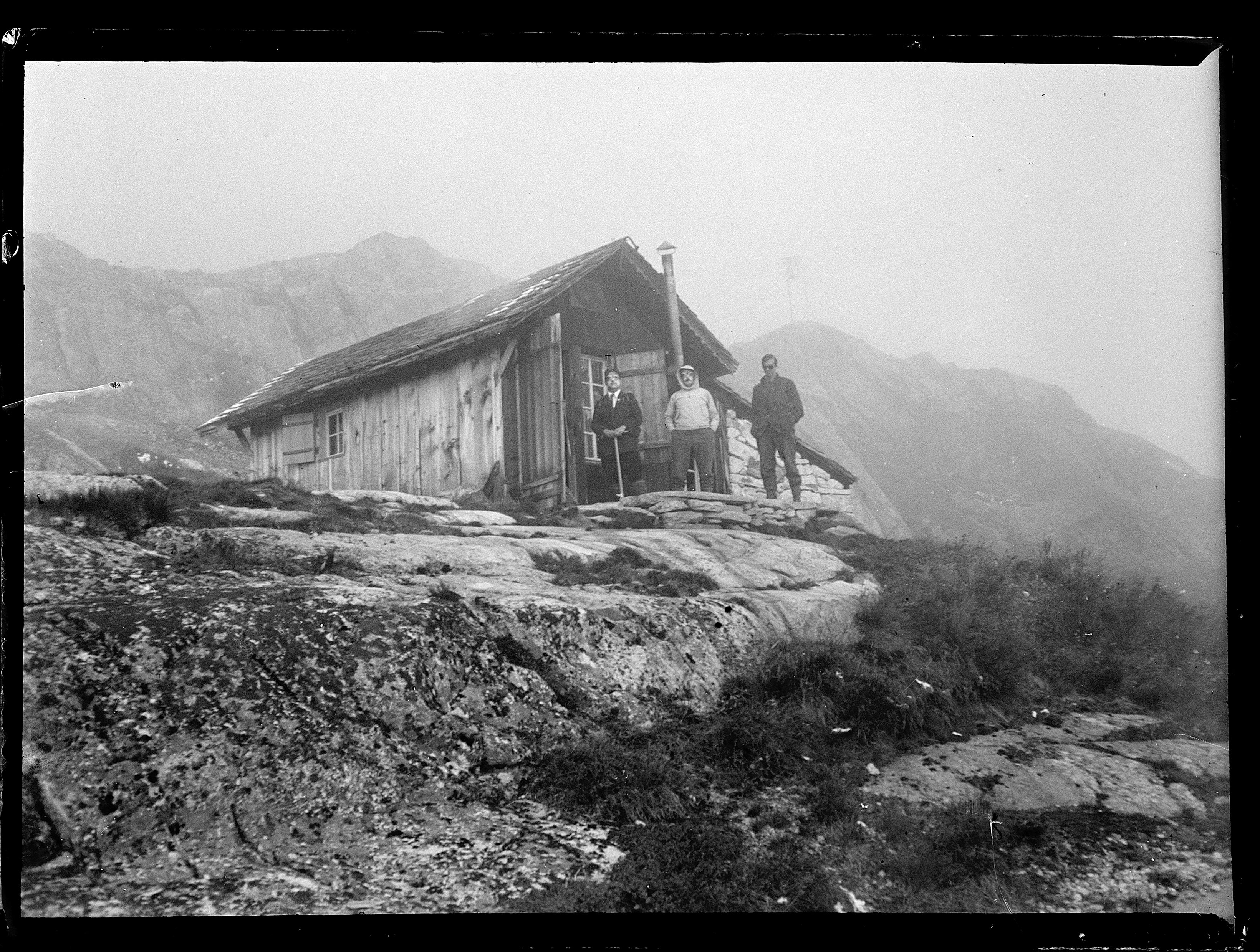
Alte Lauteraarhütte (1925)

 Die Hütte verfügt über 28 Schlafplätze im Lager in der Zeit, in der sie bewartet wird. Ansonsten sind es 12 Lagerplätze.

## Kartenmaterial
- Schweizer Bundesamt für Landestopografie swisstopo: Topografische Karte 1:25.000